# P. Renedy Singh
Potsangbam Renedy Singh, meist nur Renedy Singh (* 20. Juni 1979 in Imphal), ist ein ehemaliger indischer Fußballspieler. Er spielt derzeit bei East Bengal Club und im indischen Nationalteam.

## Karriere
Seine Profi-Karriere startete der beidfüßig starke Mittelfeldspieler im Jahr 1997, als er von der Tata Football Academy zum East Bengal Club nach Kalkutta wechselte. Mit dem Verein wurde Renedy Singh 1998 indischer Vizemeister hinter dem Erzrivalen Mohun Bagan AC und in der folgenden Saison erneut Vizemeister, diesmal hatte der Salgaocar Sports Club das bessere Ende für sich. Im Jahr 2000 wagte er als einiger der wenigen Spieler in Indien den Wechsel zum direkten Stadtrivalen und amtierenden Meister Mohun Bagan. Mit den Westbengalen gewann Singh 2001 das Finale des indischen Federation Cup mit 2:0 gegen Dempo SC und holte 2002 den Meistertitel der National Football League. 2004 wechselte der Mittelfeldspieler überraschend in die zweite indische Liga zu EverReady SA (2006 umbenannt in Chirag United SC), wo man sich für die Aufstiegsrunde zur obersten Klasse qualifizierte, jedoch in den Playoff-Spielen scheiterte. Daraufhin entschloss sich Renedy Singh zu einem erneuten Wechsel, drei Jahre lang spielte er für JCT Mills FC und erreichte mit dem Verein in der indischen Liga zwei Jahre in Folge mit Platz 2 und 3 respektable Abschlussplatzierungen. 2008 kehrte er zu seinem ersten Verein, East Bengal FC, zurück und gewann 2009 mit dem Klub wiederum den Federation Cup.
Renedy Singh gilt als einer der besten Mittelfeldspieler des Landes und gefährlicher Freistoßschütze. Bereits im Jahr 1998 gab er sein Debüt in der indischen Fußballnationalmannschaft. Mittlerweile ist er Führungsspieler und Vize-Kapitän des Nationalteams, mit dem er 2007 und 2009 den Nehru Cup gewann und zudem 2008 Sieger des AFC Challenge Cup wurde, wodurch sich Indien zum ersten Mal seit 24 Jahren für die Asienmeisterschaft (2011) qualifizieren konnte. 